# CHAGE and ASKA
CHAGE and ASKA(차게 앤 아스카)(チャゲ・アンド・アスカ)는 일본의 남자 밴드이다. 일본에서는 흔히 차게아스(チャゲアス)라는 약칭으로 부른다.

## 개요, 발자취
- 1979년 8월 25일에 싱글 "ひとり咲き"(혼자 피기)로 데뷔했다.
- "SAY YES"가 282.2만 장, "YAH YAH YAH"가 241.1만 장의 판매를 기록하는 등 많은 히트 송이 있다.
- 유럽이나 미국, 아시아에서도 이름이 있어, 2000년에는 일본 가수로서 처음으로 한국에서 콘서트를 했다.
- 2009년 1월 30일에 무기한 활동 휴지를 발표했다. 그러나, 2013년에 공식 웹 사이트에서 활동 재개를 선언했다.
- 이 후 2014년에 멤버 아스카가 각성제 복용 혐의로 체포되면서 사실상 해산되었다.
- 아스카는 재판에서 유죄 판결을 받은 후 보석금을 내고 풀려났으나 연예계에서 제명되었으며 차게는 여전히 솔로로 활동중이다.
- 2016년 12월 19일 아스카는 증거 불충분으로 무죄를 선고받다.
- 2017년 2월 22일 앨범 Too Many People 발매로 복귀했다.

## 구성원
차게 (CHAGE, チャゲ 1958년 1월 6일 - )
- 본명 : 시바타 슈지 (柴田 秀之)

아스카 (ASKA, 1958년 2월 24일 - )
- 옛 이름 : 아스카 료 (飛鳥 涼)
- 본명 : 미야자키 시게아키 (宮崎 重明)

## 대표곡
| 타이틀                                       | 의미                                             | 발매일           |
| ひとり咲き                                   | 홀로 피기                                        | 1979년 8월 25일  |
| 万里の河                                     | 강 만리                                          | 1980년 9월 25일  |
| モーニングムーン                             | Morning Moon                                     | 1986년 2월 5일   |
| 恋人はワイン色                               | 애인은 와인색                                    | 1988년 2월 5일   |
| LOVE SONG                                    |                                                  | 1989년 6월 21일  |
| 太陽と埃の中で                               | 태양과 먼지 안에서                               | 1991년 1월 30일  |
| SAY YES                                      |                                                  | 1991년 7월 24일  |
| 僕はこの瞳で嘘をつく                         | 나는 이 눈으로 거짓말을 한다                     | 1991년 11월 21일 |
| if                                           |                                                  | 1992년 7월 21일  |
| YAH YAH YAH                                  |                                                  | 1993년 3월 3일   |
| Sons and Daughters ~それより僕が伝えたいのは | Sons and Daughters ~그보다 내가 전하고 싶은 것은 | 1993년 8월 20일  |
| なぜに君は帰らない                           | 왜 그대는 들어오지 않는가                        | 1993년 11월 19일 |
| On Your Mark                                 |                                                  | 1994년 8월 3일   |
| めぐり逢い                                   | 해후 상봉                                        | 1994년 11월 16일 |
| Something There                              |                                                  | 1995년 5월 10일  |
| この愛のために                               | 이 사랑을 위해서                                 | 1999년 3월 10일  |
| ロケットの樹の下で                           | 로켓 나무 밑에서                                 | 2001년 4월 25일  |
| パラシュートの部屋で                         | 파라슈트 방에서                                  | 2001년 8월 8일   |
| 36度線 -1995夏-                              | 36도선 -1995년 여름-                             | 2004년 8월 25일  |

## 싱글
| 타이틀     | 의미      | 발매일          |
| ひとり咲き | 홀로 피기 | 1979년 8월 25일 |
| 流戀情歌   | 유연정가  | 1980년 2월 25일 |

## 앨범
- 風舞 바람 춤 (1980년 4월 25일)
- 熱風 열풍 (1981년 2월 25일)
- LIVE IN 田園コロシアム The 夏祭り '81 LIVE IN 전원 콜로세움 The 여름 축제 '81 (1981년 9월 10일)
- 黄昏の騎士 저녁나절의 기사 (1982년 2월 14일)
- 熱い想い 뜨거운 생각 (1982년 5월 25일)
- CHAGE & ASUKA IV -21世紀- (1983년 6월 29일)
- 1983.9.30 CHAGE & ASUKA LIVE IN YOYOGI STADIUM (1983년 11월 16일)
- INSIDE (1984년 3월 25일)
- Z=One (1985년 1월 25일)
- Standing Ovation (1985년 12월 5일)
- TURNING POINT (1986년 4월 21일)
- MIX BLOOD (1986년 9월 21일)
- Snow Mail (1986년 12월 5일)
- SUPER BEST (1987년 3월 5일)
- Mr. ASIA (1987년 5월 21일)
- RHAPSODY (1988년 3월 5일)
- CD BOX-5 (1988년 6월 21일)
- ENERGY (1988년 11월 21일)
- PRIDE (1989년 8월 25일)
- THE STORY of BALLAD (1990년 2월 7일)
- SEE YA (1990년 8월 29일)
- TREE (1991년 10월 10일)
- SUPER BEST II (1992년 3월 25일)
- GUYS (1992년 11월 7일)
- RED HILL (1993년 10월 10일)
- CHAGE & ASKA THE LONGEST TOUR MEMORIAL (1993년 12월 17일)
- Yin & Yang (1994년 8월 25일)
- SUPER BEST BOX SINGLE HISTORY 1979-1994 AND Snow Mail (1994년 12월 16일)
- Code Name.1 Brother Sun (1995년 6월 28일)
- CODE NAME.2 SISTER MOON (1996년 4월 22일)
- ONE VOICE ~THE SONGS OF CHAGE & ASKA BY VARIOUS ARTISTS (1996년 7월 31일)
- CHAGE & ASKA MTV UNPLUGGED LIVE (1996년 10월 7일)
- NO DOUBT (1999년 8월 25일)
- CHAGE & ASKA VERY BEST ROLL OVER 20TH (1999년 12월 16일)
- NOT AT ALL (2001년 12월 27일)
- STAMP (2002년 11월 20일)
- CHAGE and ASKA 25th ANNIVERSARY BOX-1 (2004년 6월 23일)
- CHAGE and ASKA 25th ANNIVERSARY BOX-2 (2004년 7월 28일)
- CHAGE and ASKA 25th ANNIVERSARY BOX-3 (2004년 8월 25일)
- THE STORY of BALLAD II (2004년 11월 3일)

## 같이 보기
- 알피 - 차게 앤 아스카와 같은 역사가 있는 일본의 밴드.
- 히카와 기요시 - 같은 고등 학교 후배.
- 미야자키 하야오 - "On Your Mark"의 뮤직 비디오를 만들었다.